# Siavonga (Sambia)
Siavonga, auch Chapvonga, ist eine Kleinstadt am Karibastausee mit 26.951 Einwohnern (2022) in Sambia unmittelbar an der Grenze zu Simbabwe, etwa 30 Kilometer südlich von Chirundu. Siavonga liegt etwa 550 Meter über dem Meeresspiegel. Bis Lusaka sind es auf der Straße etwa 100 Kilometer. Der Ort ist Verwaltungssitz des gleichnamigen Distriktes.

## Wirtschaft
Siavonga ist zunächst ein Touristen- und Safariort neueren Datums. Sein ältestes Haus wurde 1960, also nach Fertigstellung der Talsperre errichtet. Seine Bebauung besteht überwiegend aus Lodges aller Kategorien – meist mit Swimmingpool, da im See zahlreiche Krokodile leben. Der Ort zieht sich vom See den Abhang hinauf. In der Umgebung findet sich Miombowald mit sehr dünner Erdkrume, steilen Abhängen und sehr vielen Felsen. Die touristischen Attraktionen sind die Talsperre, der Sambesi und der Stausee, wo Angeln, Rafting und Paddeln möglich sind. Sieben Kilometer östlich liegt das simbabwische Kariba, einst der eigentliche Touristenort.

## Infrastruktur
Siavonga hat eine ungeteerte, 1000 Meter lange Flugpiste, Kariba hat eine asphaltierte und insgesamt wesentlich besser ausgebaute Piste. Es gibt ein Distriktshospital und Grund- und Sekundarschulen.

## Soziales
Die dominierende Ethnie in Distrikt und Ort ist Tonga.